# Brulion Bebe B.
Brulion Bebe B. – szósty tom cyklu Jeżycjada; powieść autorstwa Małgorzaty Musierowicz, z ilustracjami autorki, wydana w 1990.

## Krótko o treści
Akcja książki toczy się w Poznaniu w sierpniu i wrześniu 1988 roku. Główną bohaterką jest zamknięta w sobie Beata "Bebe" Bitner, córka znanej aktorki Józefiny Bitner. Artystka beztrosko zostawia dorastającą córkę i młodszego syna Kozia, a sama wyjeżdża za granicę i nie zamierza wracać. Jest to ciosem dla wrażliwego rodzeństwa. Matka organizuje im opiekę w postaci energicznej i zaradnej, lecz mającej niewiele zrozumienia i współczucia dla Bebe i Kozia Anieli, znanej czytelnikom z Kłamczuchy. W powieści pojawiają się też inne, malownicze postaci - Bernard Żeromski i jego przyjaciel Dambo. Dzięki miłej znajomości z Dambo Bebe zawsze ukryta przed światem pod pancerzem opanowania i spokoju, nabiera większej pewności siebie, odwagi i zaufania do innych. Bebe zakochuje się w Dambie z wzajemnością.

## Bohaterowie
- Beata Bitner (Bebe) – główna bohaterka, córka znanej aktorki Józefiny Bitner, nieśmiała, zamknięta w sobie, bardzo piękna.

- Konrad Bitner (Kozio) – jedenastoletni brat Bebe, odziedziczył po matce artystyczne zamiłowania, robi maski. Prześladowany przez braci Lisieckich.

- Józefina Bitner – samotna matka Bebe i Kozia, aktorka, w powieści poznajemy ją wyłącznie z relacji bohaterów, wyjeżdża do Nowego Jorku, pozostawiając dzieci pod opieką Anieli Kowalik.

- Aniela Kowalik – kłamczucha, zarozumiała, zwariowana, a przy tym niesamowicie sympatyczna, absolwentka Wydziału Grafiki w Państwowej Wyższej Szkole Teatralnej w Poznaniu, kuzynka Józefiny Bitner, pod jej nieobecność zajmuje się Bebe i Koziem.

- Damazy Kordiałek (Dambo) – idealista, promotor happeningu, wyrzucony ze szkoły we Wrocławiu przenosi się do poznańskiego liceum, mieszka u profesora Dmuchawca, później chłopak Bebe.

- Bernard Żeromski – uosobienie optymizmu, przyjaciel Damazego, a także Anieli z lat studenckich, artysta malarz. Po cichu kocha się w Kowalikównie.

- Profesor Czesław Dmuchawiec – były nauczyciel, polonista, chętnie wspomaga młodzieży radą i czynem. Udostępnił Damazemu pokój w swoim mieszkaniu.

- Waldemar Pieróg - dyrektor szkoły i wychowawca klasy, w której uczą się Bebe i Dambo, nauczyciel fizyki, nienawidzący młodzieży arogancki aparatczyk, doprowadził (najprawdopodobniej donosem) do zwolnienia z pracy prof. Dmuchawca w stanie wojennym.
- Ewa Jedwabińska - wicedyrektorka szkoły, piastująca stanowisko pomimo bardzo młodego wieku. Oddana swojej pracy i całkowicie posłuszna Pierogowi.
- Jarosław i Marek Lisieccy - nastoletni bracia, opryszkowie siejący postrach wśród mieszkańców bloku, w którym mieszkają; główni oprawcy Konrada.
- Krystian - lekarz dentysta amatorsko trenujący karate. Zakochany ze wzajemnością w Anieli.